# Alberton (Isla del Príncipe Eduardo)
Alberton es un pueblo canadiense situado en la provincia de Isla del Príncipe Eduardo.

## Superficie
Alberton tiene una superficie de 4,7 km².

## Demografía
En 2021, tenía 1301 habitantes, una densidad poblacional de 277 hab./km², y 595 viviendas.